# Олів'є Мінь
Олівер Мінь (фр. Oliver Minne; 18 березня 1967, Іксель, Бельгія) — французький актор театру та кіно і телеведучий бельгійського походження.

## Біографія
Народився 18 березня 1967 року в Ікселі в змішаній родині, батько — бельгієць, мати — француженка. Після закінчення середньої школи вступив до коледжу Сан-Мішель в Брюсселі, де він навчався на філософському факультеті, після його закінчення вступив на правничий факультет. Він вирішив переїхати в Париж і йому пощастило, 1990 року його запросили в телеканал Antenne 2, де він обіймав посаду помічника генерального директора і диктора, він же анонсував запуск телегри Ключі від форту Буаяр. 1997 року він взяв участь як капітан однієї з команд телегри «Ключі від форту Буаяр», він уявити собі не міг, що через шість років після цього стане головним господарем форту. У випуску 1997 року пройшов випробування: Амбар з зерном, Мадярські гойдалки і найголовніше випробування з тиграми — Клеткосіпед, він приніс своїй команді два ключа, в Міньї-дуелях «Зал ради» йому дісталося Міньї-випробування Акваріум, але він не приніс часу в скарбницю, бо у нього склянка потонула першою. Завдяки трьом успішним Міньї-дуелям, його команді вдалося роздобути 2:45 на скарбницю. В кінцевому підсумку його команда стала переможцем і заробила 60.410 франків. Незабаром став телеведучим, особливою популярністю стали телегри Ключі від форту Буаяр і Пірат-атака, завдяки його приходу в телешоу «Ключі від форту Буаяр», рейтинги 14-го сезону різко зросли, хоча під час 13-го сезону 2002 року (провідні Жан-Пьер Кастальді і Сандрін ДоМіньгез) телешоу мало не припинило своє існування через низькі рейтинги, також разом з ним в телешоу прийшла його нова співведуча Сара Лелуш.

## Телевідеографія
- коментатор (Antenne 2 / France 2, 1990—1992)
- Noël Surprise coprésenté avec Valérie Maurice (Antenne 2, 1991)
- Collège du CNDP (FR3 (1991)
- Télévisite (FR3 / France 3, 1991—1993)
- Génies en herbe (FR3 / France 3, 1992—1994)
- Les Mondes fantastiques (France 3, 1992—1994): jeu d'aventure pour les enfants
- Matin Bonheur (France 2, (1994—1996)
- Пісенний конкурс Євробачення 1995 (France 2): коментатор
- Choix Gagnant (France 2, 1996)
- Пісенний конкурс Євробачення 1996 (France 2): коментатор
- Les beaux matins (France 2, 1997)
- Пісенний конкурс Євробачення 1997 (France 2): коментатор
- Jeux sans frontières (France 2, (1997)
- Le Cercle des métiers (France 2, 1997)
- Que la musique commence (France 3, 1997)
- Les Nouveaux Mondes (France 2, 1998)
- Attention, les enfants regardent (TF1, 1999) avec Laurent Mariotte et Stéphane Bouillaud
- Пірат-атака (France 3, 1999—2000)
- Les Écrans du savoir (La Cinquième, 2000—2001)
- C'est pas facile (France 2, 2001)
- La Cible (France 2, 2003—2006)
- Форт Буаяр (телегра) (France 2, depuis 2003): співведучі — Сара Лелуш de 2003 à 2005, Анна-Гаэль Риччо de 2006 à 2009
- Télé Piège coprésenté avec Anne-Gaëlle Riccio (TF6, 2004—2005)
- Cultissimo (puis Cultissime) coprésentée avec Lio (France 2, 2004—2005)
- La Nuit des records avec Adriana Karembeu (France 2, 2006)
- Un monde presque parfait (France 2, 2006—2007)
- La Revanche des stars (2007)
- La Saint-Valentin en chansons: coprésentation avec Virginie Guilhaume (France 2, 2007)
- 60 secondes du Colisée avec Virginie Hocq (France 2, 2007)
- Fête de la musique, concert depuis l'Hippodrome d'Auteuil (France 2, 2007—2009) avec Helena Noguerra (2008) et Daniela Lumbroso (2009)
- Juste pour rire lors du Festival au Québec (2007)
- Salut l'artiste (hommage à Jacques Martin) (2007)
- Les Stars de l'année, coprésentée avec Virginie Guilhaume (France 2, 2007)
- Les femmes en chanson avec Virginie Guilhaume (2007)
- Téléthon: coprésentation
- La nuit du Ramadan (2008)
- La cérémonie des trophées afro-caribéens aux côtés de Sonia Rolland (2008)
- Les 30 ans du Loto (France 2, 2008)
- La nuit de la fausse pub (TF6, 2009) coprésentée avec Anne-Gaëlle Riccio
- Le Grand lifting des tubes (TF6, 2009) avec Anne-Gaëlle Riccio
- Le meilleur de Fort Boyard (France 2, 2009)
- La nuit du Ramadan (2009)
- La nuit de la fausse bande annonce (TF6, 2009) avec Анна-Гаэль Риччо
- Mercator (RTBF / La Une, 2010)
- Toutes les idoles que j'aime (France 3, 2010)
- Ma ville en rire (France 3, 2010)
- Tous vos amis sont là (France 3, 2010—2011)
- Le Grand Concours des animateurs animé par Carole Rousseau — (TF1, 2011): participant
- Dans les coulisses du show (France 2, le 12 novembre 2011)
- Ma famille déchire (Gulli, 2012)
- Ключі від форта Буаяр]] нічні випуски: Геловін, Різдво Христове, Новий рік, (France 2, 31 octobre 2012, 22 décembre 2012, 29 décembre 2012)
- Ils chantent pour la tolérance (France 2, le 4 janvier 2013)
- Intervilles, prime-time anniversaire 50 ans du jeu (France 2, 29 juin 2013)
- Le meilleur de Fort Boyard (France 2, 2014)
- Pyramide (France 2, 2014—2015): présentation
- Élection de Miss Prestige National 2015, coprésentation avec Mélody Vilbert (Non Stop People)
- Joker (France 2, 2015—2016): présentation
- Élection de Miss Prestige National 2016 (Alsace 20): présentation
- Tahiti Quest (Gulli, saison 3, à partir de 2016): présentation
- Danse avec les stars (saison 7) (TF1, 2016): participant
- Tout le monde a son mot à dire (France 2, coprésentation avec Sidonie Bonnec (depuis 2017)
- Les 5 anneaux d'or (France 2, depuis 2017): présentation